# Melaleuca coccinea
Melaleuca coccinea là một loài thực vật có hoa trong Họ Đào kim nương. Loài này được A.S.George mô tả khoa học đầu tiên năm 1966.